# 線羽油鯰
線羽油鯰（学名：Imparfinis lineatus）為輻鰭魚綱鯰形目鼬鯰科的其中一種，為熱帶淡水魚，分布於中美洲哥斯大黎加淡水流域，體長可達7公分，棲息在海拔80-890公尺礫石底質溪流底層水域，以昆蟲為食，生活習性不明。
其种加词“Lineatus”意为“线形的”。